# 矢部丈太郎
矢部 丈太郎（やべ じょうたろう、1939年（昭和14年）1月8日 - ）は、日本の官僚。元公正取引委員会事務総長。横浜市生まれ。横浜市立大学後援会会長、公立大学法人横浜市立大学理事。

## 略歴
- 1961年（昭和36年）3月：横浜市立大学商学部卒業
- 1963年（昭和38年）4月：公正取引委員会事務局入局
- 公正取引委員会事務局官房参事官
- 公正取引委員会事務局取引部景品表示指導課長
- 公正取引委員会事務局経済部調査課産業調査室長
- 通商産業省産業政策局国際企業課長
- 公正取引委員会事務局官房庶務課長
- 公正取引委員会事務局官房審議官
- 1991年（平成3年）6月：公正取引委員会事務局取引部長
- 1992年（平成4年）7月：公正取引委員会事務局経済部長
- 1994年（平成6年）7月：公正取引委員会事務局審査部長
- 1996年（平成8年）6月：公正取引委員会事務総局審査局長
- 1997年（平成9年）6月：公正取引委員会事務総長
- 1998年（平成10年）6月：退官
- 1998年（平成10年）7月：財団法人公正取引協会副会長
- 1999年（平成11年）4月：大阪大学大学院法学研究科教授
- 2004年（平成16年）4月：実践女子大学人間社会学部教授
- 2005年（平成17年）5月：株式会社オンワード樫山監査役
- 2005年（平成17年）6月：第一製薬株式会社取締役
- 2005年（平成17年）9月：第一三共株式会社取締役

## その他役職
- 財団法人公正取引協会評議員